# Алессандро Піо Ріккіо
Алессандро Піо Ріккіо (італ. Alessandro Pio Riccio, нар. 6 лютого 2002, Куаліано, Італія) — італійський футболіст, центральний захисник клубу «Сампдорія».

## Ігрова кар'єра

### Клубна
Алессандро Піо Ріккіо почав займатися футболом у своєму рідному місті Куаліано. У 2016 році він приєднався до клубної академії туринського «Ювентуса». І в першому сезоні виграв лігу для футболістів 15 - річного віку. З 2021 року футболіст почав свої виступи за дублюючий склад «Ювентуса» — «Ювентус Некст Джен». В квітні 2022 року Алессандро продовжив контракт з клубом до 2024 року.
В серпні 2023 року Піо Ріко поновив термін контракту - до 2025 року і одразу відбув в оренду до клубу Серії В «Модена», де грав до кінця сезону.
Після повернення з оренди, Піо Ріккіо залишив «Ювентус» і перебрався до іншого клубу Серії В — «Сампдорія», з яким підписав контракт на три роки.

### Збірна
В травні 2019 року Піо Річчі в складі збірної Італії (U-17), брав участь у юнацькому чемпіонаті Європи, що проходив в Ірландії, де команда Італії стала срібним призером турніру.
Восени того року Піо Ріккіо грав на юнацькому чемпіонаті світу (U-17), де його команда в чвертьфіналі поступилася господарям турнірру бразильцям.

## Титули
Італія (U-17)
 Віце - чемпіон Європи: 2019